# Žvirgždaičiai
Žvirgždaičiai is een plaats in de gemeente Šakiai in het Litouwse district Marijampolė. De plaats telt 248 inwoners (2001).